# Villanueva de Jamuz
Villanueva de Jamuz es una localidad perteneciente al municipio de Santa Elena de Jamuz, en la provincia de León, comunidad autónoma de Castilla y León, España.

## Evolución demográfica
| 2000 | 2001 | 2002 | 2003 | 2004 | 2005 | 2006 | 2007 | 2008 | 2009 | 2010 | 2011 | 2012 |
| 305  | 300  | 290  | 282  | 280  | 283  | 276  | 241  | 246  | 243  | 242  | 242  | 239  |